# Immortals
|  | Per a altres significats, vegeu «Immortals (Imperi Romà d'Orient)». |

|  | Aquest article tracta sobre el soldat persa. Vegeu-ne altres significats a «Immortalitat». |

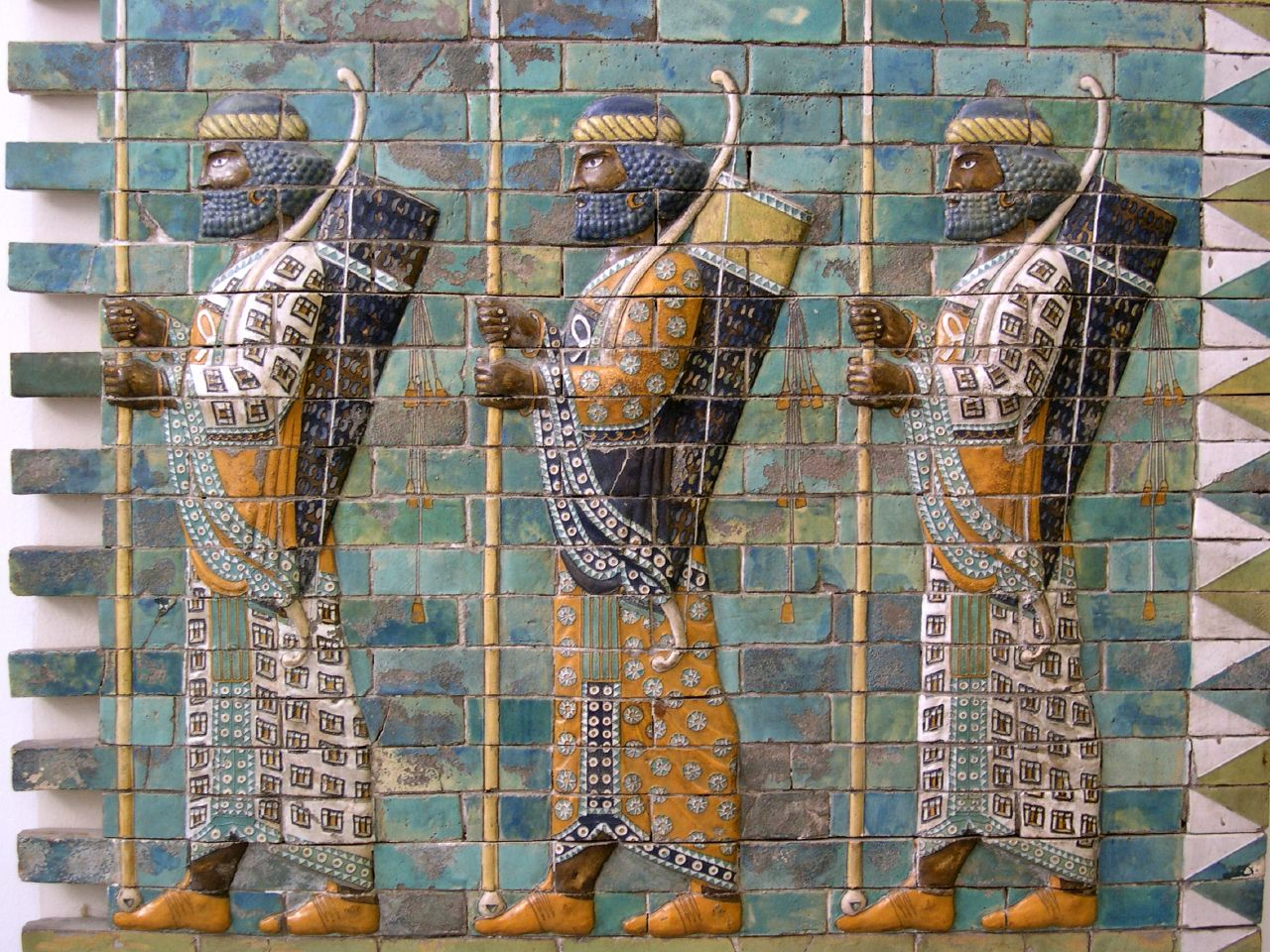
Perses Immortals, detall del fris dels arquers al palau de Darios a Susa. Maons vidrats de silici, c. 510 abans de Crist.

Els Immortals (del grec: Ἀθάνατοι), de vegades «els Deu Mil Immortals» o «Immortals Perses») va ser el nom donat per Heròdot a una força d'elit dels soldats que van lluitar a l'Exèrcit aquemènida. Aquesta força fa la doble funció de Guàrdia Imperial i l'exèrcit de peu durant l'expansió de l'imperi persa i durant la Guerres Mèdiques. El seu nom en persa podria haver estat Anûšiya («companys»).
Aquest cos d'elit només s'anomena "Immortals" a les fonts sobre la base d'Heròdot. Si bé hi ha proves de la seva existencia, des de Pèrsia no es fa menció d'aquest nom per a ells. "Probablement, l'informador d'Heròdot ha confós el nom Anûšiya ('companys') amb Anauša («Immortals»).

## Història
Els Immortals van tenir un paper important en la conquesta del segon imperi babiloni de Cir II el Gran el 547 aC, la campanya contra Egipte de Cambises el 525 aC i la gran invasió de Darios el Gran d'Índia i Escítia el 520 aC i 513 abans de Crist. Els Immortals també van participar en la Batalla de les Termòpiles el 480 aC i estaven entre les tropes d'ocupació persa de Grècia al 479 aC a les ordres de Mardoni.
Heròdot esmenta que els Immortals eren una tropa d'infanteria pesant comandada per Hidarnes que mantenia sempre la quantitat de 10.000 homes: cada membre mort, ferit o greument malalt era substituït immediatament per un altre, raó per la qual en aparença mai morien. El regiment només acceptava a membres perses o Medes.

## Equipament

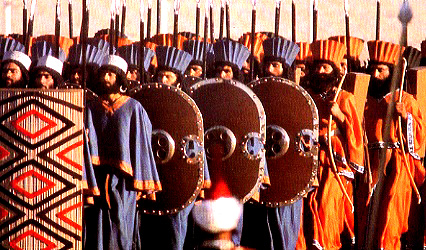
Immortals Perses, en una cerimònia a l'Iran del 2,500 aniversari de la fundació de l'Imperi aquemènida per Cir II el Gran.

Les armes dels Immortals consistien d'un escut de cuir i vímet, una llança curta amb punta de ferro i un contrapès en l'altre extrem, un arc i un buirac amb fletxes, així com una daga o espasa curta. L'uniforme del regiment estava compost d'una tiara o gorra de feltre, túnica llarga amb brodats, pantalons i una cota de metall.
La forma real de la tiara és incerta, però algunes fonts el descriuen com una tela o feltre de la PAC que es podia tirar més de la cara per protegir-se del vent i la pols en les planes àrides Perses.
La seva tàctica habitual era la càrrega frontal contra l'enemic, mentre que els flancs en rereguarda disparaven fletxes com a suport.